# Strumiany (powiat gostyński)
Strumiany – wieś w Polsce położona w województwie wielkopolskim, w powiecie gostyńskim, w gminie Borek Wielkopolski. Obecnie obszar Strumian liczy 42 numery, w których mieszka około 150 ludzi. Na terenie tym znajdują się 32 gospodarstwa rolne. 
Na terenie dzisiejszego sołectwa Strumiany w przeszłości znajdowały się źródła niewielkiej strugi, która spływała do rzeki Rawa lub Dąbrówki. Obszar ten był podmokły i częściowo porośnięty lasem. W XVIII wieku właściciel Jeżewa podjął decyzję o jego zagospodarowaniu, sprowadzając w 1740 roku osadników, w tym Sasów, Szwabów i Holendrów. Każdy z osadników otrzymał 30 morgów ziemi oraz zwolnienie z opłat na okres 6 lat. Przyznano im prawo do samorządu wsi, na czele którego stał sołtys, a także gwarantowano wolność osobistą, wyznania i prawo do budowy szkoły.
Nowo założoną osadę początkowo nazwano Kolonią Olenderską lub Olendrami Strumiennymi, jednak od XIX wieku przyjęła ona nazwę Strumiany. W ciągu kolejnych lat powstały tu 22 gospodarstwa czynszowe, zamieszkałe przez 182 osoby. W okolicach 1860 roku rząd pruski umieścił w Strumianach kolejną grupę osadników niemieckich, co miało związek z regulacją rzeki Obry w 1851 roku, która poprawiła warunki gospodarcze dzielnicy.
25 stycznia 1945 roku miała miejsce bitwa w Strumianach między radzieckimi siłami pancernymi a wycofującym się oddziałem elitarnej dywizji pancerniej Hermann Göring. Po tej potyczce utworzono zbiorową mogiłę, w której spoczęło około 80 niemieckich żołnierzy.
W latach 1975–1998 miejscowość należała administracyjnie do województwa leszczyńskiego.